# Поляков, Юрий Фёдорович (психолог)
Ю́рий Федорович Поляко́в (9 декабря 1927, Москва — 2 февраля 2002, Москва) — советский и российский психолог, специалист в области патопсихологии, известный исследованиями шизофрении.

## Биография
В 1962—1990 годах — заведующий лаборатории патопсихологии Института психиатрии АМН СССР. С 1980 года — заведующий кафедры нейро- и патопсихологии психфака МГУ.

## Публикации
Ю.Ф.Поляков является автором более 100 научных работ, среди которых:
1. Schizophrenie und Erkenntnistatigkeit. Stuttgart, 1972;
2. Патология познавательной деятельности при шизофрении. М., 1974;
3. Здравоохранение и задачи психологии // Психологический журнал. 1984, № 2;
4. Патология психики и проблемы общей психологии // Материалы 7-го Всесоюзного съезда Общества психологов СССР. 1989;
5. Патология психической деятельности при шизофрении: мотивация, общение, познание. М., 1991 (Совместно с В.П.Критской, Т.К.Мелешко);
6. Клиническая психология: состояние и проблемы // Вестник Моск. ун.-та, Серия 14. Психология, 1996. № .2

## См.также
- шизотипическое расстройство